# Italiani di Syracuse

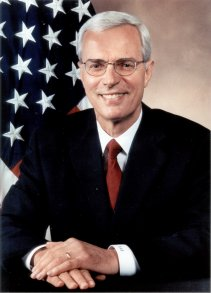
Roy Bernardi, sindaco di Syracuse dal 1994 al 2001 e assistente segretario per la pianificazione e lo sviluppo comunitario presso HUD dal 2004 al 2008.

Gli italiani a Syracuse sono quasi 22.000, perlopiù concentrati nella Little Italy di Syracuse ed a Lyncourt, un sobborgo a nord della città. Gli immigrati italiani si stabilirono per la prima volta a Syracuse a partire dal 1883, dopo aver lavorato alla costruzione della West Shore Railroad, da New York City a Buffalo.
Nel 2010, i dati demografici evidenziavano come il 14,1% della popolazione di Syracuse era di origine italiana. La comunità è attualmente composta da italo-americani che condividono origini da svariate regioni italiane.

## Storia
Alla fine del diciannovesimo secolo, quasi 3.500 italiani vivevano a Syracuse. Avevano istituito un'organizzazione di mutuo beneficio chiamata "Società Agostino Depretis". Entro la metà del ventesimo secolo, gli italoamericani si erano ampiamente integrati e assimilati con successo nella società. Roy Bernardi, italoamericano laureato alla Syracuse University, è stato eletto nel 1993 come 51° sindaco della città, dove ha prestato servizio dal 1994 al 2001. Faceva parte del partito repubblicano, ed in seguito è stato nominato a una posizione di alto livello presso il Dipartimento per l'edilizia abitativa e lo sviluppo urbano (HUD) nell'amministrazione del presidente George W. Bush.

Tra la metà e la fine del XX secolo, Lyncourt, un sobborgo di Syracuse oltre il North Side, divenne destinazione per molte famiglie italo-americane che migravano verso i sobborghi per via delle nuove abitazioni e altri servizi suburbani. Ciò è continuato fino all'inizio del XXI secolo, quando questa transizione ha iniziato a rallentare. Più del 3% delle persone che vivono a Lyncourt parla sia italiano che inglese, una percentuale maggiore rispetto al 99% del Paese. Durante i primi anni 2000, Lyncourt era una delle zone italo-americane più densamente popolate della nazione. La presenza di così tanti italiani ha fortemente influenzato il quartiere, poiché molte famiglie mantengono ancora le loro tradizioni. 

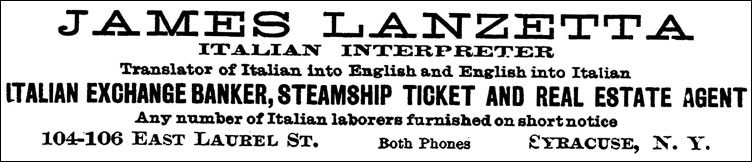
James Lanzetta - Interprete e banchiere italiano - 104 East Laurel Street, Syracuse, Syracuse City Directory 1908

A causa delle difficoltà nell'apprendimento di una nuova lingua, la maggior parte degli immigrati viveva in "colonie" etniche e lavorava in grandi bande sotto "capi" della propria nazionalità. I primi immigrati italiani erano analfabeti.
La Little Italy era in origine un quartiere tedesco, ma seguito all'immigrazione della metà del XIX secolo, a quella popolazione successero gli immigrati italiani, siccome i tedeschi si trasferirono in altri luoghi della città.

### Chiesa italiana di San Pietro
Nel 1896, la chiesa italiana di San Pietro fungeva da chiesa cattolica romana ed era situata all'angolo tra Burnet Avenue e Lock Street. Successivamente venne trasferita al 130 di North State Street, a nord di Erie Boulevard East. La congregazione italiana aveva rilevato quella che originariamente era conosciuta come La Chiesa del Messia, costruita nel 1853 dalla Società Congregazionale Unitaria della città.
La storia della chiesa riflette i cambiamenti demografici in questa zona di Syracuse, poiché un susseguirsi di etnie occupò l'area e utilizzò la chiesa. Quando la congregazione unitaria si era quasi trasferita fuori dal quartiere, vendette l'edificio ai luterani nel 1885; la congregazione era principalmente di etnia tedesca, composta da immigrati e discendenti da precedenti migrazioni. Tra il 1885 e il 1895, questo edificio ospitò la chiesa evangelica luterana tedesca di San Marco.
La congregazione della chiesa parrocchiale italiana di San Pietro acquistò la chiesa nel 1896 dai luterani.

### Scuola metodista
Nel dicembre 1905, la WCTU, una società americana composta principalmente da donne protestanti, istituì una scuola per bambini italiani all'angolo tra le strade di North State e North Salina. Il prete cattolico si risentiva dei protestanti che cercavano di evangelizzare tra la sua gente.

### Architettura italiana
Il quartiere storico del Nord Salina Street ha molti edifici della metà e della fine del XIX secolo, che sono prevalentemente nello stile definito "all'italiana". La loro costruzione ha preceduto lo sviluppo del quartiere prevalentemente italiano, in un periodo in cui l'architettura americana era fortemente influenzata dai modelli europei.

### Club italiani

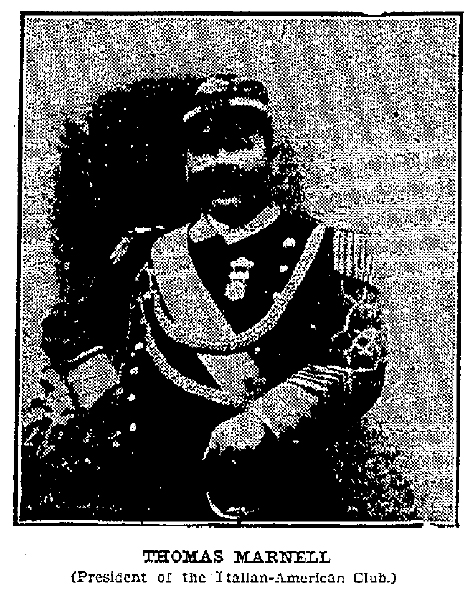
Thomas Marnell - Presidente del Club Italo-Americano, 13 gennaio 1905

Come altri gruppi di immigrati, gli italiani hanno fondato circoli fraterni o società di mutuo soccorso, come luoghi per socializzare e aiutarsi a vicenda. Spesso erano formati da immigrati provenienti dallo stesso villaggio o regione d'Italia. Il Club italo-americano di Syracuse ha votato per partecipare all'inaugurazione del presidente Theodore Roosevelt a Washington DC nel marzo 1905.
Nel 1929 furono istituite numerose logge italo-americane: Ruggiero Settimo, Onestà e Lavoro, Duca Degli Abruzzi, Maria Montessori, Junior Progresso Lodge, Excelsior, Golden Jubilee Lodge (una loggia per donne) e l'Ordine Figli d'Italia in America. Al 1974, tutti tranne il Junior Progresso Lodge e il Golden Jubilee Lodge, si erano sciolti.

## Tradizioni
La comunità continua a celebrare le sue tradizioni e la sua eredità italiana, con feste che ne sottolineano l'appartenenza culturale.

### Festa Italia Syracuse
Un evento di tre giorni nel centro della città che si celebra dal 1996. Si tiene alla fine di settembre davanti al municipio nelle strade di Washington e Montgomery.

### Columbus Day
La parata del Columbus Day della Little Italy inizia con tre giorni di prefesteggiamenti, a partire dal venerdì sera prima della festa di metà ottobre, che coinvolge invece tutti gli Stati Uniti.